# SN 2002ft
SN 2002ft – supernowa typu Ia odkryta 9 września 2002 roku w galaktyce A231545-1655. W momencie odkrycia miała maksymalną jasność 18,90m.